# Caragana cuneato-alata
Caragana cuneato-alata är en ärtväxtart som beskrevs av Ying Xing Liou. Caragana cuneato-alata ingår i släktet karaganer, och familjen ärtväxter. Inga underarter finns listade i Catalogue of Life.